# Flaga obwodu iwanowskiego
Flaga obwodu iwanowskiego (NHR:372) zatwierdzona 3 marca 1998 to prostokątny materiał w proporcjach (szerokość do długości) - 2:3, składający się z dwóch równych prostoknotnych pól: z lewej - koloru szkarłatnego, z prawej - koloru lazurowego; na dole przecięte trzema białymi pofałdowanowanymi liniami. W centrum głównej strony materiału znajduje się herb obwodu iwanowskiego. Kolory flagi odpowiadają kolorom herbu obwodu.